# Boeing F/A-18E/F Super Hornet

Boeing F/A-18E/F Super Hornet ((engelsk): overhveps) er et amerikansk 4,5. generations jetkampfly, der findes i to versioner: F/A-18E med et enkelt sæde og F/A-18F med to sæder.
Super Hornet fløj første gang i 1995 og blev sat i produktion i 1997 efter at Boeing overtog McDonnell Douglas i juli samme år. Flyet har afløst Grumman F-14 Tomcat som den amerikanske flådes luftoverlegenhedsjager. Det kan benyttes fra land såvel som fra hangarskibe og på dets første togt i 2002 blev det for første gang anvendt i kamp.
Super Hornet anvendes også af det australske luftvåben (RAAF), der har bestilt 24 tosædede fly til at erstatte F-111. Boeing deltog med Super Hornet i konkurrencen om at levere nye kampfly til Flyvevåbnet, som startede i 2008  Super Hornet blev ikke valgt.

## Tekniske specifikationer
Super Hornet er en moderne, teknisk mere avanceret videreudvikling af tidligere Hornet-versioner. Flyet har blandt andet længere vinger og et 86 cm længere flyskrog samt 33 % kraftigere motorer og 33 % større brændstoftanke. Det gør flyet i stand til at flyve hurtigere og længere samt bære mere udstyr end de forrige versioner. De synlige forandringer er at luftindtagene er firkantede, modsat Hornets runde, og de forstørrede LEX'er (Leading Edge eXtension) foran vingeroden.
Super Hornet er udstyret med 11 våbenstationer. Det har en indbygget 20 mm gatlingkanon og kan bære luft til luft-missiler samt våben mod jordmål. Flyet kan bære ekstra brændstof i op til fem eksterne droptanke og kan fungere som tankfly. Super Hornet produceres nu i den videreudviklede Block Two konfiguration med opgraderede radar og sensorfunktioner blandt andet den avancerede AESA-radar.

## Anvendelsesmuligheder
- Daglige/natlige angreb med præcisionsvåben
- Luftduel
- Eskortejager
- Close air support (CAS)
- Undertrykkelse af fjendtligt luftforsvar (SEAD) (primært EA-18G Growler)
- Angreb mod sømål
- Rekognoscering
- Forward air control (FAC)
- Lufttankning